# Hanna Pauli

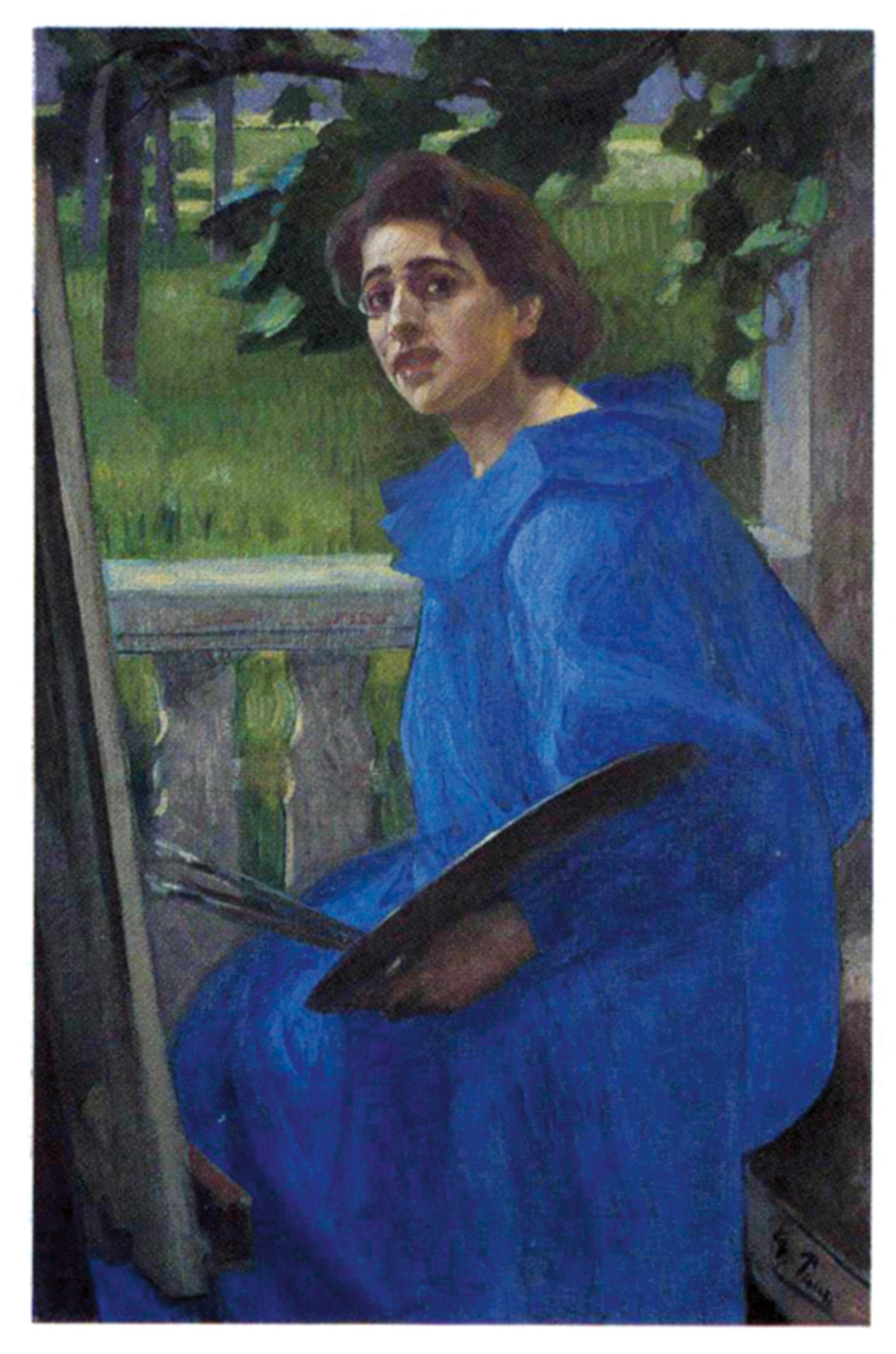
Hanna Pauli door haar man Georg.

Hanna Pauli, geboren Hirsch (Stockholm, 13 januari 1864 – Solna, 29 december 1940) was een Zweeds kunstschilderes. Ze werkte in een realistische stijl, met sterke invloeden vanuit het impressionisme.

## Leven en werk
Hanna was de dochter van een Joodse muziekuitgever in Stockholm en studeerde aan de kunstschool van August Malmström en later aan de Koninklijke Zweedse Kunstacademie. Van 1885 tot 1887 zette ze haar studies voort in Parijs, waar ze een studio deelde met haar vriendin Eva Bonnier. Ze volgde cursussen aan de Académie Colarossi en werd beïnvloed door Édouard Manet en Jules Bastien-Lepage. Haar portret van de Finse beeldhouwer Venny Soldan werd in 1887 geaccepteerd in de Parijse salon. Ook exposeerde ze werk op de Wereldtentoonstelling van 1889.
Pauli schilderde in stijl die wortelde in het realisme, maar sterk beïnvloed werd door het impressionisme. Ze werkte vaak 'en plein air', met een vrije penseelvoering. In de jaren 1880 en 1890 maakte ze veel redelijk onconventionele portretten (onder andere van Verner von Heidenstam als Hans Alienus), maar later ook genrewerken en landschapschilderijen. Haar bekendste werk is Ontbijttijd (1887), dat geïnspireerd werd door Claude Monet.
Na haar terugkeer naar Stockholm in 1887 huwde ze kunstschilder Georg Pauli, met wie ze vaak lange reizen maakte, onder andere door Italië. Op aanraden van haar man ging ze in 1913 opnieuw naar Parijs om zich op de modernistische kunst te oriënteren, maar ze bleef haar oude stijl verder trouw. In 1940 overleed ze, 76 jaar oud. Diverse van haar werken zijn te zien in het Nationalmuseum te Stockholm,

## Galerij

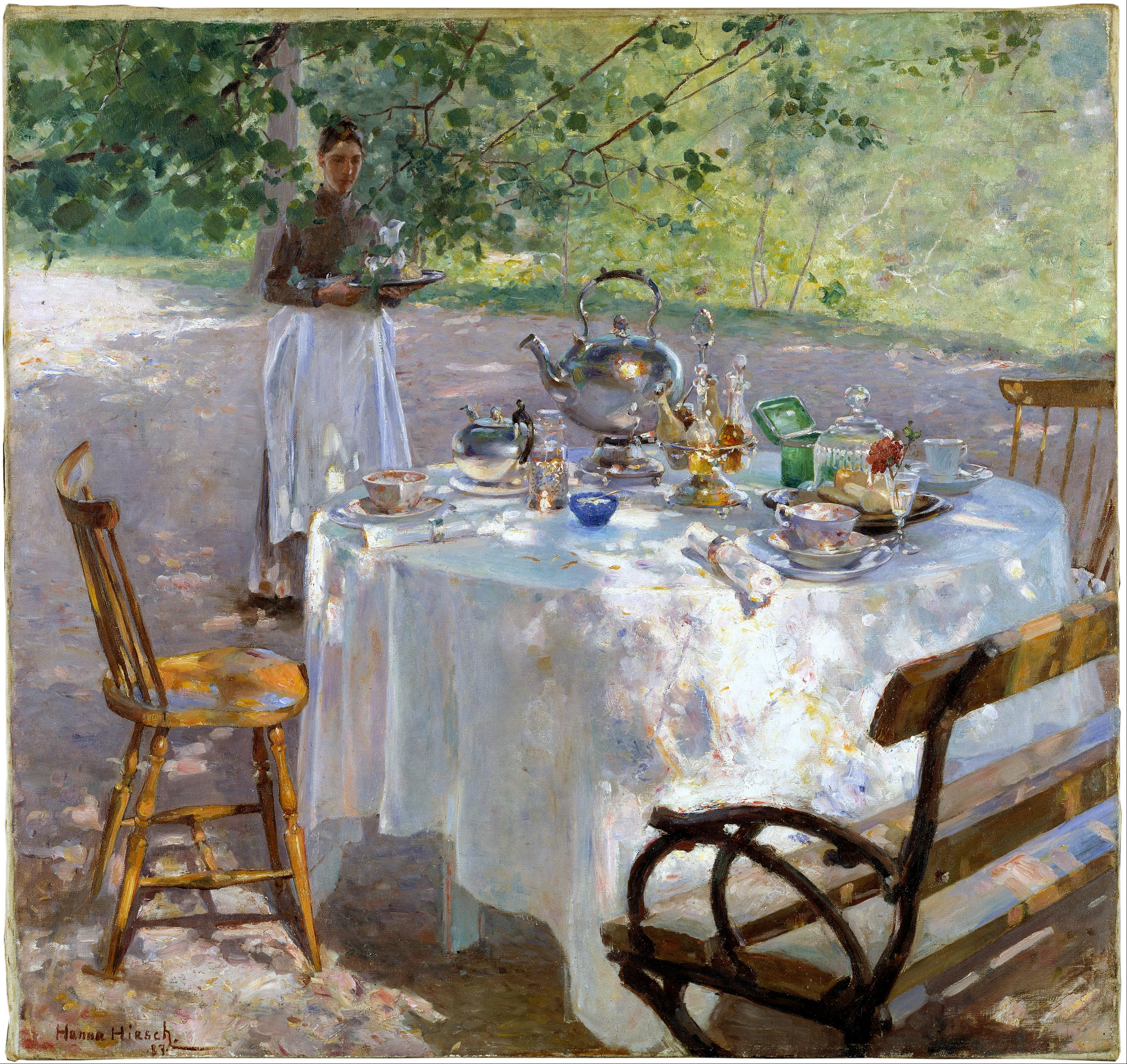
Ontbijttijd
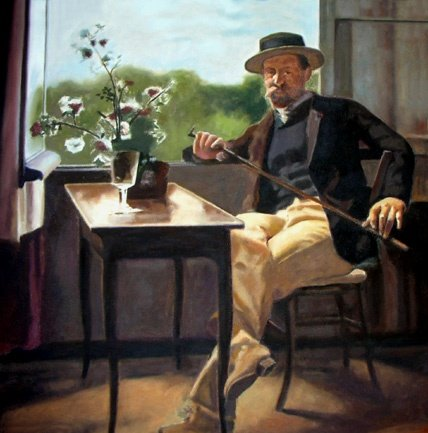
Georg Pauli, man van de kunstenares
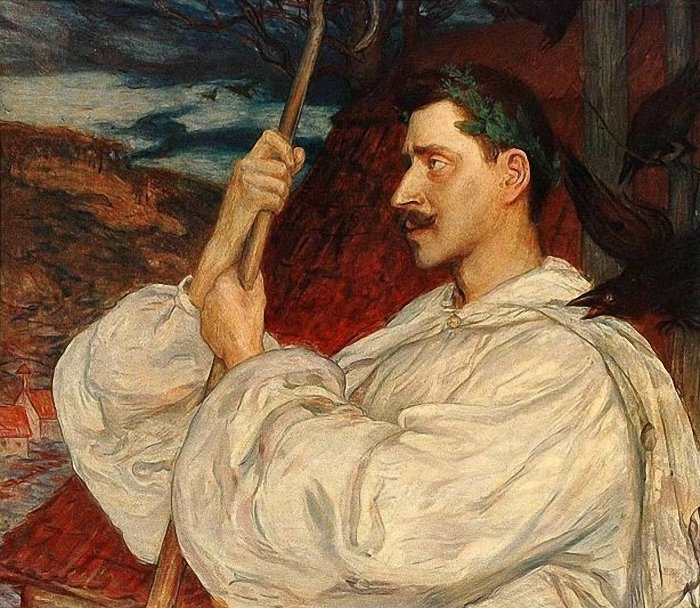
Verner von Heidenstam als Hans Alienus, zijn belangrijkste romanfiguur